# Roeien op de Olympische Zomerspelen 1936
Roeien is een van de sporten die beoefend werden tijdens de Olympische Zomerspelen 1936 in Berlijn.

## Heren

### skiff
| rang   | sporter              | land | tijd   |
| ------ | -------------------- | ---- | ------ |
| Goud   | Gustav Schäfer       | GER  | 8:21.5 |
| Zilver | Josef Hasenöhrl      | AUT  | 8:25.8 |
| Brons  | Daniel Barrow        | USA  | 8:28.0 |
| 4      | Charles Campbell     | CAN  | 8:35.0 |
| 5      | Ernst Rufli          | SUI  | 8:38.9 |
| 6      | Pascual José Giorgio | ARG  | 8:57.5 |

### dubbel-twee
| rang   | sporters                        | land | tijd   |
| ------ | ------------------------------- | ---- | ------ |
| Goud   | Jack Beresford Leslie Southwood | GBR  | 7:20.8 |
| Zilver | Willy Kaidel Joachim Pirsch     | GER  | 7:26.2 |
| Brons  | Roger Verey Jersy Ustupski      | POL  | 7:36.2 |
| 4      | André Giriat Robert Jacquet     | FRA  | 7:42.3 |
| 5      | John Houser William Dugan       | USA  | 7:44.8 |
| 6      | William Dixon Herbert Turner    | AUS  | 7:45.1 |

### twee-zonder-stuurman
| rang   | sporters                               | land | tijd   |
| ------ | -------------------------------------- | ---- | ------ |
| Goud   | Willi Eichhorn Hugo Strauß             | GER  | 8:16.1 |
| Zilver | Richard Olsen Harry Larsen             | DEN  | 8:19.2 |
| Brons  | Horacio Podestá Julio Curatella        | ARG  | 8:23.0 |
| 4      | Károly Gyõry Tabor Mamusich            | HUN  | 8:25.7 |
| 5      | Wilhelm Klopfer Karl Müller            | SUI  | 8:33.0 |
| 6      | Ryszard Borzuchowski Edward Kobyliński | POL  | 8:41.9 |

### twee-met-stuurman
| rang   | sporters                                                   | land | tijd   |
| ------ | ---------------------------------------------------------- | ---- | ------ |
| Goud   | Gerhard Gustmann Herbert Adamski Dieter Arend (stuurman)   | GER  | 8:36.9 |
| Zilver | Almiro Bergamo Guido Santin Luciano Negrini (stuurman)     | ITA  | 8:49.7 |
| Brons  | Marceau Fourcade Georges Tapie Noël Vandernotte (stuurman) | FRA  | 8:54.0 |
| 4      | Raymond Larsen Carl Berner Aage Jensen (stuurman)          | DEN  | 8:55.8 |
| 5      | Georges Gschwind Hans Appenzeller Rolf Spring (stuurman)   | SUI  | 9:10.9 |
| 6      | Ivo Fabris Elko Mrduljaš Lino Ljubičić (stuurman)          | YUG  | 9:19.4 |

### vier-zonder-stuurman
| rang   | sporters                                                              | land | tijd   |
| ------ | --------------------------------------------------------------------- | ---- | ------ |
| Goud   | Rudolf Eckstein Anton Rom Martin Karl Wilhelm Menne                   | GER  | 7:01.8 |
| Zilver | Thomas Bristow Alan Barrett Peter Jackson John Duncan Sturrock        | GBR  | 7:06.5 |
| Brons  | Hermann Betschart Hans Homberger Alex Homberger Karl Schmid           | SUI  | 7:10.6 |
| 4      | Antonio Ghiardello Luigi Luscardo Aldo Pellizzoni Francesco Pittaluga | ITA  | 7:12.4 |
| 5      | Rudolf Höpfler Camillo Winkler Wilhelm Pichler Johann Binder          | AUT  | 7:20.5 |
| 6      | Knud Olsen Keld Karise Bjørner Drøyer Boje Emil Jensen                | DEN  | 7:26.3 |

### vier-met-stuurman
| rang   | sporters                                                                                          | land | tijd   |
| ------ | ------------------------------------------------------------------------------------------------- | ---- | ------ |
| Goud   | Hans Maier Walter Volle Ernst Gaber Paul Söllner Fritz Bauer (stuurman)                           | GER  | 7:16.2 |
| Zilver | Hermann Betschart Hans Homberger Alex Homberger Karl Schmid Rolf Spring (stuurman)                | SUI  | 7:24.3 |
| Brons  | Fernand Vandernotte Marcel Vandernotte Marcel Cosmat Marcel Chauvigné Noël Vandernotte (stuurman) | FRA  | 7:33.3 |
| 4      | Mak Schoorl Hotse Bartlema Flip Regout Simon de Wit Gerard Hallie (stuurman)                      | NED  | 7:34.7 |
| 5      | Miklós Mihó Vilmos Éden Ákos Inotay Alajos Szilassy-Szymiczek László Molnár (stuurman)            | HUN  | 7:35.8 |
| 6      | Hans Mikkelsen Ibsen Sørensen Flemming Jensen Svend Aage Sørensen Aage Jensen (stuurman)          | DEN  | 7:40.4 |

### acht
| rang   | sporters | land | tijd   |
| ------ | --- | ---- | ------ |
| Goud   | Herbert Morris Charles Day Gordon Adam John White James McMillin George Hunt Joseph Rantz Donald Hume Robert Moch (stuurman)                              | USA  | 6:25.4 |
| Zilver | Guglielmo Del Bimbo Dino Barsotti Oreste Grossi Enzo Bartolini Mario Checcacci Dante Secchi Ottorino Quaglierini Enrico Garzelli Cesare Milani (stuurman) | ITA  | 6:26.0 |
| Brons  | Alfred Rieck Helmut Radach Hans Kuschke Heinz Kaufmann Gerd Völs Werner Loeckle Hans-Joachim Hannemann Herbert Schmidt Wilhelm Mahlow (stuurman)          | GER  | 6:26.4 |
| 4      | Annesley Kingsford Thomas Askwith McAlister Pander Lonnon Desmond Kingsford John Cherry John Couchman Hugh Mason William Laurie John Duckworth (stuurman) | GBR  | 6:30.1 |
| 5      | Pál Domonkos Sándor Korompay Hugo Ballya Imre Kapossy Antal Szendey Gábor Alapy Frigyes Hollósi László Szabó Ervin Kereszthy (stuurman)                   | HUN  | 6:30.3 |
| 6      | Weiner Schweizer Fritz Feldmann Rudolf Homberger Oskar Neuenschwander Hermann Betschart Hans Homberger Alex Homberger Karl Schmid Rolf Spring (stuurman)  | SUI  | 6:35.8 |

## Medaillespiegel
| rang   | land             | goud | zilver | brons | totaal |
| ------ | ---------------- | ---- | ------ | ----- | ------ |
| 1      | Duitsland        | 5    | 1      | 1     | 7      |
| 2      | Groot-Brittannië | 1    | 1      | 0     | 2      |
| 3      | Verenigde Staten | 1    | 0      | 1     | 2      |
| 4      | Italië           | 0    | 2      | 0     | 2      |
| 5      | Zwitserland      | 0    | 1      | 1     | 2      |
| 6      | Oostenrijk       | 0    | 1      | 0     | 1      |
| 6      | Denemarken       | 0    | 1      | 0     | 1      |
| 8      | Frankrijk        | 0    | 0      | 2     | 2      |
| 9      | Argentinië       | 0    | 0      | 1     | 1      |
| 9      | Polen            | 0    | 0      | 1     | 1      |
| totaal | totaal           | 7    | 7      | 7     | 21     |